# Shakopee
Cette page contient des caractères spéciaux ou non latins. S’ils s’affichent mal (▯, ?, etc.), consultez la page d’aide Unicode.
Shakopee (en anglais [ʃɒk'opi]) est une ville du Minnesota, dans le comté de Scott, aux États-Unis.

## Référence
- (en) Cet article est partiellement ou en totalité issu de l’article de Wikipédia en anglais intitulé « Shakopee, Minnesota » (voir la liste des auteurs).